# Praia da Joatinga
Panorama

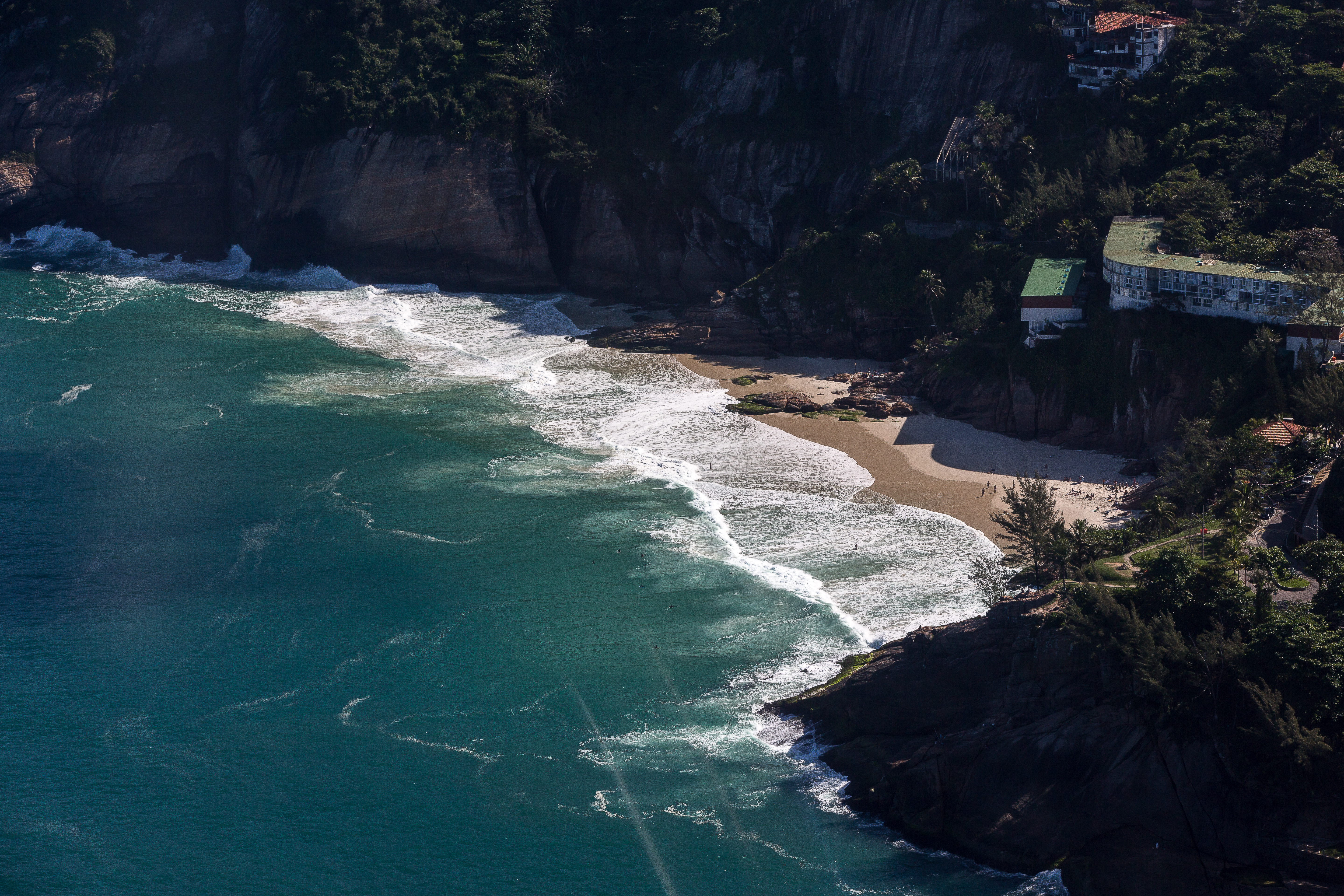
Vista aérea da Praia da Joatinga.

A praia da Joatinga é uma praia brasileira localizada no bairro do Joá, zona Oeste da cidade do Rio de Janeiro. É uma praia pequena, de menos de 300 m, que se pode percorrer de uma ponta à outra em menos de dez minutos. Não é acessível em dias de maré alta, uma vez que as ondas cobrem a faixa de areia.

## Características
É bastante frequentada por pessoas famosas que buscam um local mais reservado. Também é muito procurada por surfistas, já que as ondas são de ótimo potencial. É, porém, predominante, em sua maior parte, a presença de praticantes de bodyboard, principalmente do meio da praia até a extremidade direita, onde a presença de surfistas é menor. Para os que buscam sol, é uma praia com menor potencial, já que, no fim da tarde, a sombra dos prédios cobre a faixa de areia.
Na extremidade esquerda da praia, na ponta do Marisco, localiza-se o clube particular Costa Brava.

## Acesso
Seu acesso se dá pela estrada do Joá. Deve-se entrar em um condomínio fechado na rua Pascoal Segreto e seguir até a rua Sargento José da Silva, onde é possível descer a escada que leva até a areia. Apesar de ser dentro de um condomínio, a praia pode ser acessada por não moradores; é possível, porém, que, estando já cheia a praia, a entrada seja restringida pelos seguranças do complexo.